# Bernd Alois Zimmermann
Bernd Alois Zimmermann (20 de março, 1918 - 10 de agosto, 1970; nome completo Bernhard Alois Zimmermann) foi um compositor alemão ocidental do "pós-Segunda Guerra Mundial". Ele é conhecido pela sua ópera Die Soldaten que é considerada uma das mais importantes óperas do século XX. Como resultado de seu estilo individual, é difícil rotular a sua música como "avant-garde", "serial" ou "pós-moderna". Sua música emprega uma ampla gama de métodos, incluindo twelve-tone row e musical quotation.

## Vida
Nasceu em Bliesheim perto de Colónia. Cresceu numa comunidade rural Católica na Alemanha ocidental.
Seu pai trabalhou para o 'Reichsbahn' (Imperial Ferroviária) e também foi agricultor. Em 1929, Zimmermann começou a frequentar uma escola privada católica, onde ele teve seu primeiro encontro com a música. Após os nazistas fecharem todas as escolas privadas, ele mudou para uma escola pública católica em Colônia, onde, em 1937, recebeu o diploma colegial. 
Começou a estudar Educação Musical, Musicologia e Composição no inverno de 1938 na Universidade de Música de Colónia. Em 1940, foi integrado na Wehrmacht (o exército alemão), mas foi libertado em 1942 devido a uma grave doença da pele. Retornou aos seus estudos, não recebeu um grau até 1947 devido ao fim da guerra. No entanto, ele já estava ocupado como compositor freelancer em 1946, principalmente para o rádio. De 1948 a 1950, fez Curso de férias para a Nova Música onde estudou com René Leibowitz e Wolfgang Fortner, entre outros. 
Estava morando em Grosskönigsdorf perto de Colónia. No entanto, a sua tendência depressiva aumentou para um nível mais físico, agravados por uma deterioração rápida nos olhos. Em 10 de agosto de 1970, Zimmermann cometeu suicídio, apenas cinco dias depois de completar a Ich wandte mich um und sah alles Unrecht das geschah unter der Sonne. Na época, estava a preparar outra ópera, Medea.

## Música
Em contraste com a chamada "Escola Darmstadt" (Stockhausen, Boulez, Nono, etc.), Zimmermann não fez uma ruptura radical com a tradição. No final da década de 50, desenvolveu o seu próprio estilo de composição, o pluralistica "Klangkomposition": combinação e sobreposição de camadas de materiais musicais de diversos períodos de tempo (medieval Barroco e Clássico, de Jazz e música pop), utilizando técnicas musicais avançadas, como visto no seu trabalho orquestral Photoptosis ou o ballet Musique pour les soupers du Roi Ubu. Nas suas obras vocais, especialmente o seu Requiem, o texto é usado para o progresso da peça pela sobreposição de textos a partir de várias fontes. Ele criou sua própria atitude musical utilizando a metáfora the spherical form of time ("a forma esférica do tempo)

## Influências Literárias
O romance How Is This Going to Continue? (2007) por James Chapman é inspirado no Requiem für einen jungen Dichter - Lingual, e inclui passagens que prestam homenagem ao compositor.

## Obras
- Extemporale for piano (1946)
- Capriccio for Piano
- Lob der Torheit (burlesque cantata from Johann Wolfgang von Goethe, for Solo, choir and large orchestra (1947)
- Enchidrion I for piano (1949)
- Alagoana (Caprichos Brasileiros) Ballet Suite (1950)
- Concert for Violin and orchestra (1950)
- Sonata for solo violin (1951)
- Symphony in one movement (1951, revised 1953)
- Enchidrion II for piano (1951)
- Concerto for oboe and chamber orchestra (1952)
- Des Menschen Unterhaltsprozeß gegen Gott (lit. The People's Way of Living Contrary to God) Radio opera in three acts with text from Pedro Calderón de la Barca and adapted by Matthias Bungart.
- Nobody knows the trouble I see Concert for trumpet and chamber orchestra (1954)
- Sonata for Viola solo (1955)
- Konfigurationen (Configurations) for piano (1956)
- Perspektiven - Musik für ein imaginäres Ballet (Perspectives - Music for an imaginary ballet. for 2 pianos (1956)
- "Die fromme Helene" from Wilhelm Busch sounded as a "Rondo popolare" for narrator and *instrumental ensemble (1957)
- Canto di speranza Cantata for cello and chamber orchestra (1957)
- Omnia tempus habent Cantata for soprano and 17 instruments (1957)
- Dialoge Concerto for two pianos and orchestra (1960)  
  - Re-written with the title Monologue for two pianos (1964)
- Sonata for solo cello (1960)
- Présence, ballet blanc for piano trio and narrator (with words from Paul Pörtner) (1961)
- Antiphonen for viola and 25 instrumentalists (1961)
- Tempus Loquendi for solo flute (1963)
- Musique pour les soupers du Roi Ubu Ballet from the piece "Ubu Roi" by Alfred Jarry (1966)
- Die Soldaten Opera in four acts, libretto by the composer after the drama of the same name by Jakob Michael Reinhold Lenz (1965)
- Concerto for Cello and Orchestra en forme de pas de trois (1966)
- Tratto Electronic composition (1967)
- Intercomunicazione for cello and piano (1967)
- Die Befristeten for jazz quintet (1967)
- Photoptosis Prelude for large orchestra (1968)
- Requiem für einen jungen Dichter - Lingual for narrator, soprano, baritone, three choirs, electric tape, orchestra, jazz combo and organ (1969)
- Vier kurze Studien for solo cello (1970)
- Stille und Umkehr orchestra sketches (1970)
- Tratto 2 Electronic composition (1970)
- Ich wandte mich um und sah alles Unrecht das geschah unter der Sonne - Ekklesiastische Aktion for two narrators, bass and orchestra (1970)
- Plus various compositions for radio, theater and film

## Citações
1. Grande parte do conteúdo deste artigo vem do equivalente em língua alemã (recuperados 28 maio, 2006).

1. 'Bernd Alois Zimmermann, Alemanha (1918-1970)' UbuWeb (Acessado em 28 de maio de 2006)

1. McCredie, Andrew D. (com Marion Rothärmel): «Zimmermann, Bernd Alois', Grove Music Online ed. L. Macy (Accessed 28 maio, 2006), Grove Music

## Ouvir
- Bernd Alois Zimmermann Avant Garde Project FLAC - feita a partir de arquivos de alta qualidade LP Musique pour les soupers du Roi Ubu Vocal Sinfonia de Die Soldaten disponível para download gratuito.